# 邁耶 (伊利諾伊州)
邁耶（英語：Meyer）是位於美國伊利諾伊州亞當斯縣的一個非建制地區。該地的面積和人口皆未知。

## 地理
邁耶的座標為40°08′52″N 91°30′13″W / 40.14778°N 91.50361°W，而該地的平均海拔高度為147米（即482英尺）。